# Cristóbal Bernardo Mejía Corral
Cristóbal Bernardo Mejía Corral (* 4. Dezember 1954 in der Provinz Carhuaz, Region Ancash, Peru) ist ein peruanischer Geistlicher und römisch-katholischer Bischof von Chulucanas.

## Leben
Cristóbal Bernardo Mejía Corral nahm zunächst ein Studium der Elektrotechnik in Lima auf, bevor er 1983 in das Priesterseminar des Erzbistums Lima eintrat. Am 18. Dezember 1989 empfing er das Sakrament der Priesterweihe für das Erzbistum Lima. Er war Kaplan und Pfarrer der Pfarreien El Niño Jesús und San Francisco de Asís im Erzbistum Lima.
Mit der Errichtung des Bistums Lurín wurde er im Jahr 1996 in dessen Klerus inkardiniert. Dort war er von 1998 bis 2020 Pfarrer der Pfarrei Cristo el Salvador im Distrikt Villa El Salvador im Südosten von Lima. Neben seinen Aufgaben in der Pfarrseelsorge war er von 1997 bis 1999 Bischofsvikar und von 1999 bis 2006 Generalvikar des Bistums Lurín. Seit 2007 gehörte er dem Verwaltungsrat und seit 2008 dem Konsultorenkollegium des Bistums an.
Papst Franziskus ernannte ihn am 2. April 2020 zum Bischof von Chulucanas. Bedingt durch den Verlauf der COVID-19-Pandemie in Peru empfing er erst am 15. November desselben Jahres durch seinen Amtsvorgänger Daniel Turley Murphy OSA auf einem Freigelände nahe der Kathedrale von Chulucanas die Bischofsweihe. Mitkonsekratoren waren der Erzbischof von Trijillo, Héctor Miguel Cabrejos Vidarte OFM, und der Erzbischof von Piura, José Antonio Eguren Anselmi SCV.